# Grootonia kenyaensis
Grootonia kenyaensis är en insektsart som beskrevs av Webb 1976. Grootonia kenyaensis ingår i släktet Grootonia och familjen dvärgstritar. Inga underarter finns listade i Catalogue of Life.